# Regno di Banggai
Il regno di Banggai (in lingua aceh: Kerajaan Banggai), fu uno stato principesco esistito nell'attuale Indonesia dal XIV secolo sino al 1952. Per gran parte della sua storia fu sottoposto al sultanato di Ternate in rapporto di stato vassallo.

## Storia

### Il dominio di Ternate
L'isola di Banggai venne nominata per la prima volta nel 1304 in un documento cinese mentre alla fine del XIV secolo, Negarakertagama viene indicata come stato tributario dell'impero Majapahit. Nel XVI secolo, quattro piccoli stati collocati sull'isola di Banggai vennero conquistati dal sultanato di Ternate sotto la guida del sultano Babullah che raggiunse l'entroterra del Sulawesi sotto la guida del generale Adi Cokro. Il figlio di Adi Cokro, Mandapar, ottenne il trono di Banggai tra il 1600 ed il 1625. Il re di Banggai inviò suo figlio a Ternate nel 1564 per esaminare attentamente le religioni cristiana e mussulmana e scegliere quella che più si addicesse al governo locale.
Tra il 1536 ed il 1539, l'amministratore portoghese António Galvão registrò una serie di racconti orali sulle vicende dei re di Banggai, assieme a quelli di Bacan, della Papua e di Batung, che si dicevano discendenti da una nidiata di uova di serpente ritrovate a Bacan. Il mito associò gli stati alle isole Molucche (in particolare sui sultanati di Ternate e Tidore). Un rapporto olandese del 1682 denotò come il regno di Banggai avesse il controllo sulle isole di Banggai e Peleng e su un "centinaio" di isole minori, perlopiù disabitate, e si estendesse sino a parti del Sulawesi meridionale con Balantak. Gli abitanti di Peleng vennero schiavizzati. Banggai aveva pure delle dipendenze nella parte orientale del Sulawesi.
Durante quest'epoca, l'isola di Banggai si trovò al centro dei traffici marittimi dell'area. Un'altra figura olandese nel 1679 assegnò al regno una popolazione di "circa 10.000 uomini abili alle armi", in gran parte non mussulmani. Una stima del 1706 denotò come il 90% della popolazione vivesse a Peleng con una popolazione totale stimata attorno ai 21.000 abitanti.
In questo periodo, Banggai si trovava tra i potenti stati di Ternate e Gowa, per quanto Banggai si trovasse sotto l'influenza di Ternate sin dal trattato di Bongaya del 1667, e Ternate riceveva tributi annuali da Banggai ed aveva il diritto di nominarne il sovrano. Tra la fine del XVII e l'inizio del XVIII secolo, la Compagnia olandese delle Indie orientali tentò di estendere la propria influenza su Banggai ma con ben poco successo. Banggai si trovò inoltre a dover sostenere dei raid armati da parte dei papuani. e combattere i popoli Bungku e Buton.

### Le Indie orientali olandesi e l'Indonesia
Nel 1907, Ternate cedette dei territori, incluso Banggai, alle Indie orientali olandesi e l'anno successivo il re di Banggai siglò un trattato con gli olandesi che pose definitivamente il regno sotto il loro controllo. I territori di Banggai vennero amministrati tramite due Onderafdeling (regioni), una insulare e una nell'entroterra.
Dopo l'indipendenza dell'Indonesia, i territori che comprendevano il regno di Banggai vennero riorganizzati nella provincia di Sulawesi Centrale, con la rimozione definitiva di ogni potere legale al regno a partire dal 1952. Attualmente, i territori un tempo parte del regno si trovano divisi tra le reggenze di Benggai, Isole di Benggai e Benggai Laut.

## Elenco dei sovrani
- 1648 - 1689 Benteng Paudagar
- 1689 - 1705 Balantik Mbulang
- 1795 - 1728 Kota Abdul Gani
- 1728 - 1753 Bacan Abu Kasim
- 1753 - 1768 Mondonu Kabudo
- 1768 - 1773 Padongko Ansyara
- 1773 - 1809 Dinadat Mandaria
- 1809 - 1821 Galila Atondeng
- 1821 - 1827 Sau Tadja
- 1827 - 1847 Tenebak Laota
- 1847 - 1852 Bugis Agama
- 1852 - 1858 Jere Tatu Tanga
- 1858 - 1870 Banggai Soak
- 1870 - 1882 Raja Haji Labusana Nurdin
- 1882 - 1900 Raja Haji Abdul Aziz
- 1900 - 1922 Raja Haji Abdul Rahman
- 1922 - 1925 Majelis Perwalian Banggai
- 1925 - 1939 Raja Haji Awaluddin (m. 1939)
- 1939 - 1941 Raja Nurdin Daud-Pemangku Tomundu
- 1959 - 14 agosto 2005 perantaraan
- 14 agosto 2005 - 27 gennaio 2010 Iskandar Zaman Awaluddin (1960 - 2010)
- 27 gennaio 2010 - 28 gennaio 2010 Muhammad Fikran Ramadhan Iskandar Zaman (1993 - 2010)
  - 27 gennaio 2010 - 28 gennaio 2010 Raja Muda Irawan Zaman Awaluddin-Pemangku (reggente)
- 28 gennaio 2010 - oggi Raja Muda Irawan Zaman Awaluddin-Pemangku